# 富永茂樹
富永 茂樹（とみなが しげき、1950年3月29日 - 2021年12月8日）は、日本の社会学者。京都大学人文科学研究所教授を経て、同大名誉教授。知識社会学専攻。

## 生涯
滋賀県生まれ。1973年、京都大学文学部教育社会学専攻卒業、1980年同大学院社会学専攻博士課程中退、1981年長崎大学教養部講師、1984年京都大学人文科学研究所助教授、2000年教授。2002年「理性の使用 啓蒙と社交の社会学のために」で京大文学博士。2015年名誉教授。

## 著書
- 『健康論序説 世界の大病院化の過程を知るために』エッソ・スタンダード石油株式会社広報部(エナジー叢書)1973 のち河出書房新社
- 『都市の憂鬱 感情の社会学のために』新曜社、1996.3
- 『ミュージアムと出会う』淡交社、1998
- 『理性の使用 ひとはいかにして市民となるのか』みすず書房、2005.1
- 『トクヴィル 現代へのまなざし』岩波新書、2010.9

### 共編著
- 『自尊と懐疑 文芸社会学をめざして』作田啓一共編 筑摩書房 1984.7
- 『哲学を読む 考える愉しみのために』大浦康介、小林道夫共編 人文書院 2000.6
- 『資料/権利の宣言-1789』 京都大学人文科学研究所 2001.3
- 『文化社会学への招待 <芸術>から<社会学>へ』亀山佳明、清水学共編 世界思想社 2002.4
- 『転回点を求めて 一九六〇年代の研究』世界思想社 2009.3
- 『啓蒙の運命』名古屋大学出版会、2011

### 翻訳
- ルネ・ジラール『身代りの山羊』織田年和共訳 「叢書・ウニベルシタス」法政大学出版局 1985
- ポール・デュムシェル、ジャン＝ピエール・デュピュイ『物の地獄 ルネ・ジラールと経済の論理』織田年和共訳 「叢書・ウニベルシタス」法政大学出版局 1990
- フランソワ・フュレ、モナ・オズーフ『フランス革命事典』河野健二、阪上孝と監訳

みすず書房 全2巻 1995、新版・全7巻 1998-2000。第32回日本翻訳出版文化賞（1996年）
- マルセル・ゴーシェ『代表制の政治哲学』北垣徹、前川真行共訳 みすず書房 2000.9